# Баньюл

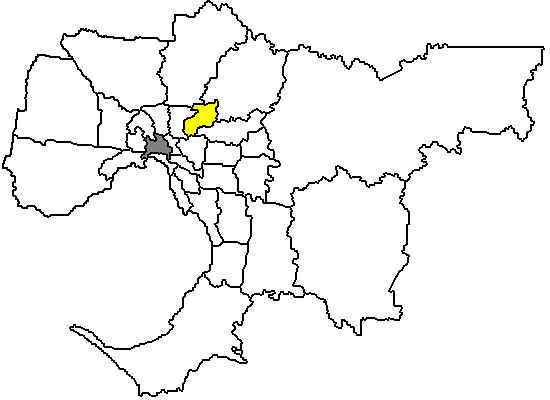
Карта Мельбурна с выделением Баньюла

Городская территория Баньюл (англ. City of Banyule) — район местного самоуправления в штате Виктория, Австралия, расположенный в северо-восточном пригороде Мельбурна. Занимает территорию 63 квадратных километра и находится на расстоянии от 7 до 21 километра от центра Мельбурна. По южной границе территории протекает река Ярра, по западной — ручей Дэйребин.
По переписи 2006 года население Баньюла составляло 114 866 человек. Территория первоначально была заселена вурунджери, группой племён австралийских аборигенов, относящихся к народности кулин, которые разговаривают на диалектах языковой группы вурунджери.
Название территории происходит от аборигенского слова «баньюл», означающего холм, и первоначально было названием района бывшего города Хейдельберг. Территория была образована в 1994 году в ходе укрупнения районов местного самоуправления Виктории путём слияния городской территории Хейдельберг и частей графств Дайамонд Веллей и Элфам.
В границах территории расположено несколько значительных объектов культурного наследия, включая ряд зданий, спроектированных ведущими архитекторами первой половины XX века Уолтером Бёрли Гриффином и Альбертом Виктором Дженнингсом, некоторые из наиболее значительных мельбурнских зданий в стиле арт-деко и первая в мире олимпийская деревня.
Баньюл стал местом рождения международно признанной Гейдельбергской школы живописи, которая сформировалась, когда знаковые художники, включая Тома Робертса, Артура Стритона, Фредерика Мак-Каббина, Уолтера Уизерса, Чарльза Кондера и других, переехали в конце 1880-х годов в хижину на горе Иглмонт и начали рисовать пейзажи в уникальном австралийском стиле.

## Районы Баньюла

- Белфилд
- Бандура
- Брайар Хилл
- Иглмонт
- Гринсборо
- Гейдельберг
- Гейдельберг Хейтс
- Гейдельберг Вест
- Айвенго
- Айвенго Ист
- Лоуер Пленти
- Маклеод
- Монморанси
- Розанна
- Вьюбэнк
- Уотсония
- Уотсония Норф
- Ялламби